# Железнодорожный транспорт Боливии

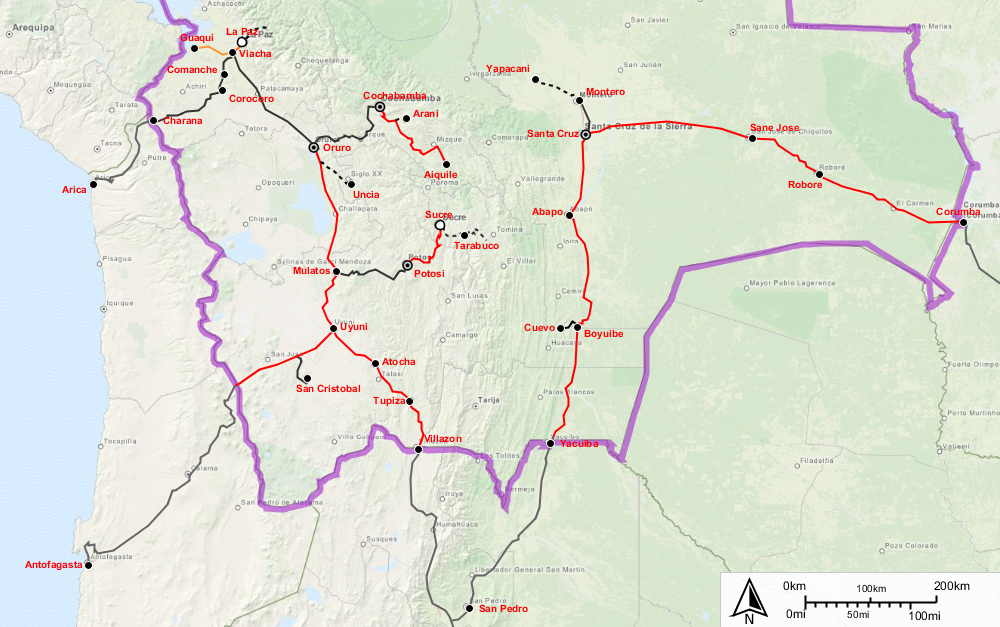
Железные дороги в Боливии (интерактивная карта)
━━━ маршруты с пассажирским трафиком
━━━ маршруты в работоспособном состоянии
·········· Непригодные к использованию или демонтированные маршруты

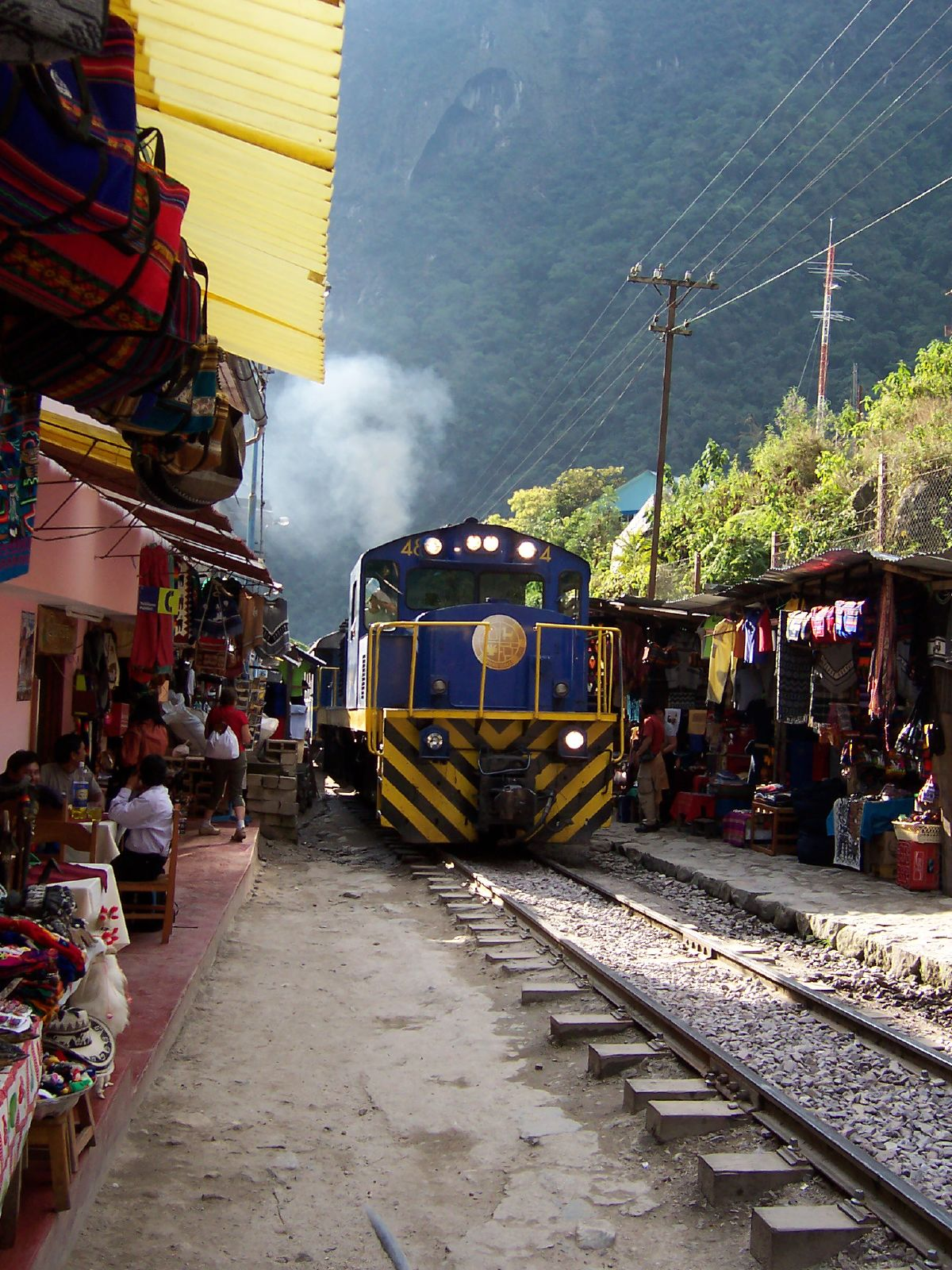
Поезд в Боливии

Железнодорожный транспорт Боливии — железнодорожные линии на территории Боливии.
В настоящее время сеть железных дорог в Боливии протяжённостью 3504 км (2014) имеет исключительно метровую колею. Сообщение между востоком и западом сети возможно только через соседнюю Аргентину.

## История
Начало строительства железнодорожной сети Боливии осложнилось поражением во Второй тихоокеанской войне (1879—1883). Железную дорогу из Антофагасты в Боливию начали строить ещё в 1872 году, в 1873 году был построен первый участок линии — от Антофагасты до солончака Кармен. Тогда товарные поезда стали перевозить селитру.
Из-за конфликта между парламентом Боливии и компанией «Antofagasta Nitrate & Railway» разразилась война, в которой Боливия и Перу потерпели поражение, Боливия потеряла выход к морю и Антофагасту, а также построенный участок железной дороги.
В мае 1887 г. железную дорогу купила боливийская рудничная компания «Уанчака» (Huanchaca), которая в 1892 г. продлила дорогу до Уюни, Пулакайо, а потом Оруро. Дорога обслуживала боливийские рудники.
В 1908—1913 гг. при поддержке правительства Боливии дорогу продлили до Ла-Паса, однако с помощью метровой колеи. Перестановка составов представляла большое неудобство, и до 1916 года частично удалось перевести на метровую колею дальнейшую дорогу от Оруро.
Из-за трудностей во время войны только к 1928 году удалось перевести всю дорогу на метровую колею, хотя некоторые ветки так и остались узкоколейными.
Попытка связать Боливию с Атлантическим океаном привела к строительству железной дороги Мадейра — Маморе в провинции Рондония (Бразилия), которая связывала столицу провинции город Порту-Велью с Гуажара-Мирин на боливийской границе (напротив боливийского города Гуаярамерин, а далее до Риберальта, центра боливийского каучука).
Дорога строилась с 1907 по 1912 годы, строительство было крайне тяжёлым, так что эта дорога получила название «дьявольской дороги». Многие рабочие погибли во время строительства.
С 1972 года дорога была заброшена по причине пуска в эксплуатацию Трансамазонского шоссе, и только 25-километровый участок от Порту-Велью остался в виде туристского аттракциона.
В последние годы были предприняты шаги по восстановлению отдельных участков железной дороги. В 2005 году она была внесена в список Национального института художественного и исторического наследия Бразилии (IPHAN).
В 2007 году совет по туризму Порту-Велью получил грант в размере 12 миллионов реалов (7,2 миллиона долларов, 4,5 миллиона фунтов стерлингов) и начал восстанавливать одно из железнодорожных депо.
Первая железная дорога через Анды была построена от Ла-Пас до Вильясона к аргентинской границе, по другую сторону которой начиналась аргентинская железнодорожная сеть.
Для связи с Перу на территории Боливии построена ветка до Гуанки, откуда железнодорожный паром, через озеро Титикака ведёт в Пуно, соединяя с перуанской сетью.
Одной из самых высокогорных железнодорожных линий в мире является дорога, соединяющая города Рио-Мулатос и Потоси на высоте до 4786 м над уровнем моря, в Андах, самая высокая станция — Кондор.

## Упадок железнодорожной сети
После революции 1953 года прошла национализация железных дорог. Позднее повысился интерес к шоссейным дорогам. В 1970 году по причине холодной войны интерес к железным дорогам и финансирование от государства резко уменьшилось. Попытки оживить железные дороги и построить трансконтинентальные пассажирские линии не увенчались успехом из-за медленности перевозок.
Хотя Боливия и обладает определённой сетью железнодорожных путей, проекты по их модернизации пока не приводятся в исполнение.
В 1999 году в Боливии было 55 действующих локомотивов и 2000 вагонов. Годовой поток пассажиров был 750 000 в 1992 году.

## Железнодорожные связи со смежными странами
- Аргентина — одинаковая ширина колеи, 1000 мм.
- Бразилия — одинаковая ширина колеи, 1000 мм.
- Чили.
- Перу — паромное сообщение.